# Koen Bouwman
Koen Bouwman (né le 2 décembre 1993 à Ulft) est un coureur cycliste néerlandais, membre de l'équipe Jayco AlUla. Son palmarès comprend notamment un titre de champion du monde du contre-la-montre par équipes en relais mixte.

## Biographie
Fin 2015 il quitte l'équipe continentale SEG Racing pour rejoindre la formation néerlandaise Lotto NL-Jumbo avec laquelle il signe un contrat professionnel de deux ans.
En 2019, il s'adjuge le titre de champion d'Europe de relais mixte.
En octobre 2020, lors de la première journée de repos du Tour d'Italie, son chef de file sur la course Steven Kruijswijk est testé positif au SARS-CoV-2. L'ensemble de l'équipe Jumbo-Visma décide alors d'abandonner ce Giro.
En 2021, Bouwman retrouve le Tour d'Italie en tant qu'équipier de ses leaders George Bennett et Tobias Foss. Lors de la 9ème étape vers Campo Felice, il participe à l'échappée du jour dont il est le plus fort avec Geoffrey Bouchard. Les deux hommes ne sont rattrapés qu'à 400 mètres de l'arrivée par Egan Bernal et les autres leaders. Par la suite, il aide Foss à décrocher un top 10 au classement général et ce faisant il réalise ses meilleures performances connues en montagne. Régulier, il termine par exemple 8ème au sommet de l'Alpe di Mera et réalise un bon dernier contre-la-montre ce qui lui permet de terminer 12ème de ce Tour d'Italie, son meilleur résultat.
La saison suivante, Bouwman est de nouveau aligné sur le Tour d'Italie. La défaillance de ses leaders lors de la première étape de montagne lui permet d'être plus libre de ses mouvements. Ainsi, il est à l'attaque sur la 7ème étape vallonnée qui mène à Potenza. Dans une échappée nombreuse, il se retrouve parmi les quatre meilleurs au pied de la dernière ascension aux côtés de son coéquipier Tom Dumoulin, de Bauke Mollema et Davide Formolo. Distancé dans cette montée, il parvient à revenir juste avant le sommet puis profite du travail de Dumoulin qui contrôle les différentes attaques pour permettre un sprint à quatre dans un mur que Bouwman remporte facilement. Il s'agit de sa première victoire en Grand Tour et il revêt par la même occasion le maillot bleu de meilleur grimpeur. Il en est dépossédé quelques jours plus tard par Diego Rosa mais le récupère lors de la 15ème étape où il part seul à 80 kilomètre de l'arrivée avant de coincer. Il retourne à l'avant le lendemain mais est battu par Giulio Ciccone lors du premier grimpeur, voyant revenir l'Italien à 29 points de son maillot. Bouwman attaque alors dans la vallée et parvient à piéger Ciccone et à passer en tête au sommet du Mortirolo. Le lendemain, le duel se poursuit et le Néerlandais prend le meilleur sur l'Italien pour assurer son maillot de meilleur grimpeur. Néanmoins, il retourne à l'attaque lors de la 19ème étape et remporte un nouveau succès au terme d'un sprint houleux en bosse devant Mauro Schmid. Bouwman termine 21ème au classement général et remporte le maillot bleu devenant le premier coureur des Pays-Bas à remporter ce prix dans l'histoire du Tour d'Italie. Il réalise en plus de cela le record de points depuis la réforme du barème en 2014. En fin de saison, il remporte une étape et termine sur le podium du Tour de Slovaquie.
En 2023, Bouwman participe à son sixième Tour d'Italie consécutif qu'il aborde comme équipier de Primož Roglič. Il aide le Slovène à remporter le classement général même s'il se montre moins performant dans les ascensions que les deux saisons précédentes.

## Palmarès et classements mondiaux

### Palmarès amateur
- 2012
  - Henk Lubberding Classic
- 2015
  - 5e étape du Tour de la Vallée d'Aoste

### Palmarès professionnel
- 2017
  - 3e étape du Critérium du Dauphiné
- 2018
  - 2e du championnat des Pays-Bas de poursuite
- 2019
  -  Champion du monde du contre-la-montre par équipes en relais mixte
  -  Champion d'Europe du contre-la-montre par équipes en relais mixte
  - 1re étape de l'UAE Tour (contre-la-montre par équipes)
  - 2e du championnat des Pays-Bas de poursuite
- 2021
  -  Médaillé d'argent du championnat du monde du contre-la-montre par équipes en relais mixte
  -  Médaillé de bronze du championnat d'Europe du relais mixte contre-la-montre
  - 3e du championnat des Pays-Bas du contre-la-montre
- 2022
  - Tour d'Italie :
    -  Classement de la montagne
    - 7e et 19e étapes

  - 3e étape du Tour de Slovaquie
  - 3e du Tour de Slovaquie
- 2023
  - 2e étape du Tour de Burgos (contre-la-montre par équipes)
- 2024
  - Semaine internationale Coppi et Bartali
    - Classement général
    - 3e étape

### Résultats sur les grands tours

#### Tour d'Italie
7 participations
- 2018 : 50e
- 2019 : 41e
- 2020 : non-partant (10e étape)
- 2021 : 12e
- 2022 : 21e,  vainqueur du classement de la montagne, vainqueur des 7e et 19e étapes
- 2023 : 25e
- 2025 : non-partant (9e étape)

#### Tour d'Espagne
3 participations
- 2016 : 123e
- 2017 : 41e
- 2021 : 42e

### Classements mondiaux
| Année                                 | 2014 | 2015 | 2016  | 2017  | 2018 | 2019 | 2020 | 2021 | 2022 | 2023 | 2024 |
| ------------------------------------- | ---- | ---- | ----- | ----- | ---- | ---- | ---- | ---- | ---- | ---- | ---- |
| UCI World Tour                        |      |      | nc    | 198e  | 275e |      |      |      |      |      |      |
| Classement mondial                    |      |      | 1561e | 697e  | 446e | 374e | 571e | 205e | 167e | 421e | 422e |
| UCI Europe Tour                       | 507e | 549e | 1593e | 1359e | 346e | 301e | 466e | 177e | 137e | nc   | nc   |
| UCI Asia Tour                         | nc   | nc   | nc    | 477e  | nc   |      |      |      |      |      |      |
| UCI America Tour                      | nc   | nc   | nc    | nc    | 360e |      |      |      |      |      |      |
|                                       |      |      |       |       |      |      |      |      |      |      |      |
| Légende : nc = non classéSource : UCI |      |      |       |       |      |      |      |      |      |      |      |